# 퇴적물

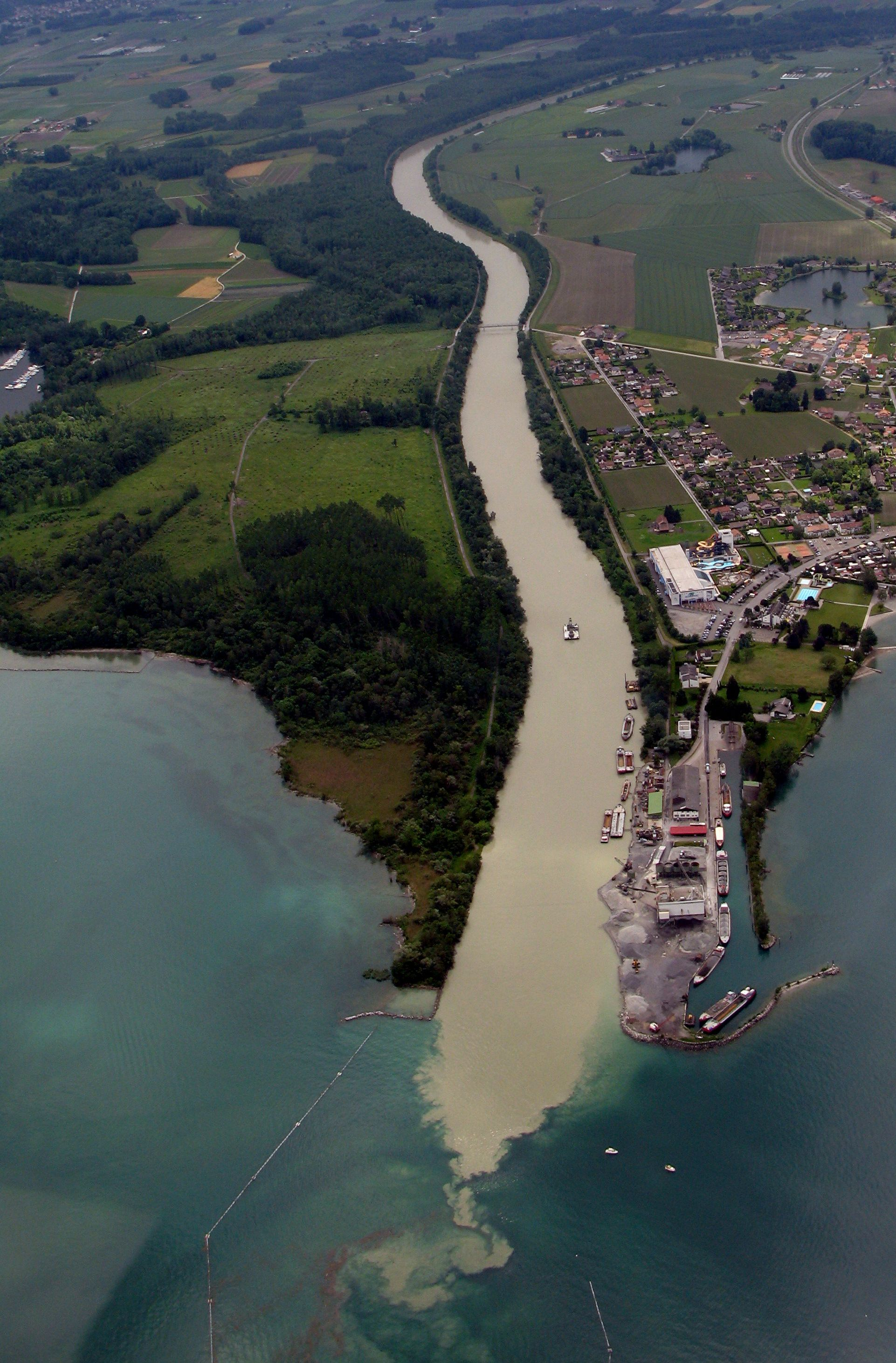

퇴적물(堆積物, sediment)은 침식이 되어 깎인 물질이 침전하여 쌓인 것이다. 저질(底質)이라고도 한다. 퇴적물은 자주 물이나 바람에 의해 쌓여간다. 해변가의 모래들이 그 예시이다. 물, 바람, 중력, 빙하 등에 의하여 공급원지(供給源地)로부터 운반되어 해면 위나 아래의 지표에 집적(潗積)한 고형(固形)물질이다. 이것이 굳어서 퇴적암이 된다. 모래, 자갈 등의 육원 쇄설물(陸源碎屑物), 생물의 유해(遺骸), 점탄(粘炭) 등의 생물원 퇴적물, 화산(火山) 쇄설물이 있다.

## 같이 보기
- 유사 (수리학)
- 율스트룀 곡선: 퇴적물로 쌓이는지, 침식시키는지, 그냥 운반하는지를 나타내는 곡선.